# Bill Hayden
William George Hayden (Brisbane, 23 de enero de 1933-Queensland, 21 de octubre de 2023) fue un político australiano que se desempeñó como el 21.º Gobernador General de Australia, en el cargo desde 1989 hasta 1996. Anteriormente había sido líder del Partido Laborista de 1977 a 1983, además de servir como ministro del gabinete en los gobiernos de Whitlam y Hawke.

## Biografía
Hayden nació en Brisbane, Queensland. Asistió a la Escuela Secundaria del Estado de Brisbane y luego se unió a la Policía de Queensland, trabajando como oficial de policía durante ocho años mientras estudiaba economía a tiempo parcial en la Universidad de Queensland. Hayden fue elegido para la Cámara de Representantes en las elecciones federales de 1961, a los veintiocho años, junto con Manfred Cross y Doug McClelland. Cuando Gough Whitlam llevó al Partido Laborista a la victoria en 1972, fue nombrado ministro de Seguridad Social. Reemplazó a Jim Cairns como tesorero en 1975, pero sirvió solo cinco meses antes de que el gobierno fuera despedido.
A principios de 1977, Hayden desafió a Whitlam por el liderazgo del partido y fue derrotado por solo dos votos. Derrotó a Lionel Bowen para suceder a Whitlam como Líder de la Oposición a fines de año, luego de la derrota de los laboristas en las elecciones de 1977. Hayden condujo al partido a las elecciones de 1980, registrando un cambio sustancial pero sin llegar a la victoria. Bob Hawke lo reemplazó solo unas semanas antes de las elecciones de 1983, después de meses de especulación. Hayden se desempeñó como ministro de Asuntos Exteriores y Comercio de 1983 a 1988, luego dejó el parlamento para asumir el cargo de gobernador general. Ocupó ese cargo durante siete años, con solo Lord Gowrie haber servido por más tiempo.

## Trayectoria
Su padre era un marino nacido en Irlanda que emigró a Australia. Criado en escuelas católicas, se convirtió en un oficial de policía de Queensland de 1953 a 1961 y continuó sus estudios. Obtuvo una licenciatura en economía de la Universidad de Queensland.
Se convirtió en miembro del Partido Laborista Australiano y en 1961, para sorpresa de todos, en las elecciones federales, le arrebató el escaño de diputado a Oxley al derrotar a Don Cameron, el ministro de Salud en el gobierno liberal de Menzies.
Poco a poco se convirtió en un miembro influyente del Parlamento y, en 1969, se unió al banco fantasma del gobierno. Cuando el Partido Laborista, liderado por Gough Whitlam ganó las elecciones de 1972, Hayden fue nombrado ministro de Seguridad Social y en este puesto creó Medibank, el primer sistema de cobertura de atención médica de Australia. En junio de 1975, fue nombrado ministro de Finanzas, cargo que ocupó hasta la renuncia forzada del gobierno de Whitlam por el Gobernador General, Sir John Kerr, el 11 de noviembre de 1975.
Cuando el partido laborista perdió las elecciones nuevamente en 1977, Whitlam renunció al cargo del partido y Hayden fue elegido en su lugar. Sus puntos de vista políticos eran cercanos al centro y alentó una política que favorecía al sector privado y apoyó la política estadounidense. En las elecciones de 1980, mejoró el número de escaños en su partido, pero no pudo derrotar al partido liberal dirigido por Malcolm Fraser. En la misma elección fue elegido Bob Hawke, un miembro influyente y popular del Partido Laborista, conocido por sus ambiciones políticas.
En 1982, Fraser comenzó a maniobrar para llegar a elecciones anticipadas y Hawke aprovechó la oportunidad para movilizar a sus tropas para desafiar el liderazgo de Hayden. El 16 de julio, Hayden derrotó por poco a Hawke por el liderazgo del partido, pero Hawke no se rindió y continuó tratando de desestabilizar a Hayden. En diciembre, el partido laborista perdió las elecciones parciales de Flinders ante la Asamblea Legislativa, lo que se sumó a las dudas de los parlamentarios laboristas sobre la capacidad de Hayden para llevar a su partido a la victoria.
El 3 de febrero de 1983, en una reunión en Brisbane, los amigos más cercanos de Hayden le hicieron entender que tenía que dejar su puesto, lo cual hizo, y Hawke fue elegido en su lugar sin objeciones. A la mañana siguiente, informado de los eventos en Brisbane, Fraser convocó a nuevas elecciones legislativas para el 5 de marzo. El Partido Laborista ganó las elecciones y Hayden fue designado ministro de Asuntos Exteriores, un puesto que ocupó hasta 1988 con habilidad pero sin mucho entusiasmo.
Como ministro de Asuntos Exteriores, Hayden defendió lazos más estrechos entre Australia y sus vecinos asiáticos. En un discurso premonitorio en 1983 declaró: "Australia está cambiando. Como parte europea en esta región del mundo, somos una anomalía. Ya existe una gran fracción de la población australiana de origen asiático que está en pleno desarrollo y es inevitable, en mi punto de vista, que Australia se convierta en un país euroasiático y pienso que es deseable".
Después de las elecciones federales de 1987, Hawke le propuso a Hayden el cargo de gobernador general para permitirle una salida honorable de la escena política y consolarlo por haber asumido el cargo de primer ministro. El nombramiento de Hayden como sucesor de Sir Ninian Stephen se anunció públicamente a mediados de 1988 y Hayden dejó inmediatamente su cargo como ministro y sus últimos lazos con el Partido Laborista. Asumió el cargo el 16 de febrero de 1989 y se comportó con discreción durante el período de transición en diciembre de 1991 entre los gobiernos de Hawke y Keating. Rechazó todas las condecoraciones durante su mandato, aceptando recibir, poco después de asumir el cargo, la insignia del caballero de la Orden de Australia y asumir así el papel de Canciller de la Orden que era propio de sus funciones.
Abandonó el cargo el 16 de febrero de 1996 y fue reemplazado por Sir William Deane. A fines de la década de 1990, Hayden se volvió más conservador, uniéndose al equipo de la revista conservadora "Quadrant". Durante los debates de 1999 sobre la creación de una república australiana, Hayden apoyó la causa monárquica, poniendo fin a su ruptura con su viejo partido y sus ideas de izquierda.

### Conversión al catolicismo
El padre de Bill había sido seminarista en California. Su madre mantenía la fe católica, a su manera. Tras la quiebra del negocio familiar, en el que el padre afinaba pianos, vivíeron en un casa modesta en Brisbane. El padre se convirtió en alcholico, y maltratababa a su mujer y al propio Bill. Ambos eran activistas de la izquierda laborista, y educaron a Bill en la oposición al capitalismo, al que consideraban la causa de muchos males. Con todo, Bill realizó sus estudios elementales en el colegio de las monjas ursulinas, donde guardó un buen recuerdo de ellas. No fue bautizado porque su madre pensaba que era imposible que los niños tuvieran el pecado original. Durante su adolescencia acudia a la misa católica cada domingo, sin saber que no era oficialmente católico, hasta tiempo después.
Comenzó a trabajar a los veinte años de edad, en la Policía de Queensland. Siete años después contrajo matrimonio con Dallas Broadfoot, una mujer procedente de una familia minera. En 1966, su hija primogénita Michaela, falleció atropellada, cuando contaba tan sólo con cinco años. El trauma para Bill y Dallas fue enorme. En 1996 abandonó la política y publicó su autobiografía. En 2014 sufrió un derrame cerebral. El 9 de septiembre de 2018 se bautizó en la iglesia de Saint Mary en Ipswich, Queensland. En su proceso de conversión jugó un papel destado la religiosa de las Hermanas de la Misericordia, sor Angela Mary Doyle, que durante veintitrés años administró los Hospitales Mater, un lugar donde se realizaban cuidados sanitarios a los pobres de Brisbane del Sur.